# Ab Band (huyện)
Ab Band, Ghazni là một huyện thuộc tỉnh Ghazni, Afghanistan. Dân số thời điểm năm 1999 là 19,746 người.